# Jacob Paludan
Stig Henning Jacob Puggaard Paludan (* 7. Februar 1896 in Kopenhagen; † 26. September 1975 in Birkerød) war ein dänischer Schriftsteller.

## Leben
Jacob Paludan, 1896 in Kopenhagen als Sohn eines Literaturprofessors geboren, absolvierte eine Ausbildung als Apotheker und arbeitete bis 1920 in diesem Beruf. Er lebte zwei Jahre in Ecuador und bereiste anschließend die USA. Zurückgekehrt nach Dänemark widmete er sich seinen schriftstellerischen Arbeiten. Sein letzter und wichtigster Roman Jørgen Stein erschien 1933; danach publizierte Paludan vorwiegend Essays.

## Werk
Sein erster Roman De Vestlige Veje (1922), die Geschichte eines Emigranten, greift den „American Way of Life“ an, den Paludan als künstlich und materialistisch kritisiert. Im Folgejahr erscheint Søgelys (Suchscheinwerfer), eine Satire des dänischen Lebensstils der Zwischenkriegszeit. Ab 1925 arbeitete Paludan als Literaturkritiker für die Zeitungen Dagens Nyheder, Politiken und Århus Stiftstidende. Im 1925 erschienenen Roman Fugle omkring Fyret (dt. etwa: Vögel beim Leuchtturm) setzt sich Paludan mit den zerstörerischen Auswirkungen der modernen Technik auf die Natur auseinander. Als Gipfelpunkt seines Pessimismus gilt das Werk Markerne modnes (Die Felder reifen), eine Erzählung über das Scheitern zweier künstlerisch begabter junger Männer.
Paludans Hauptwerk Jørgen Stein, ein Bildungsroman, erschien 1932 und 1933 in zwei Teilen. Der Held des Romans, Jørgen Stein, geboren 1898, entstammt einer vornehmen und alteingesessenen Beamtenfamilie der Provinz. Die ihm in seiner Erziehung vermittelten traditionellen Werte werden durch den Ersten Weltkrieg in Frage gestellt. Jørgen wächst in dem fiktiven Städtchen Havnstrup auf – das unschwer als das nordjütländische Thisted zu erkennen ist. Er zieht ins lebensfrohe Aalborg und dann in die Hauptstadt Kopenhagen. Mit der Rückkehr in die unverfälschte Natur der Provinz schließt sich der Kreis. Jørgen sehnt sich einerseits nach dem brüchigen Idyll der Vorkriegszeit zurück, während er den Entwicklungen der modernen Welt hilflos gegenübersteht. Der Roman gilt als eines der wichtigsten Werke der dänischen Literatur zwischen den Weltkriegen.
Jacob Paludan war seit 1960 Mitglied der Dänischen Akademie und wurde 1964 mit deren großen Preis gewürdigt.

## Auszeichnungen
- 1939: Holbergmedaille
- 1951: De Gyldne Laurbær
- 1951: dänischen Verdienstmedaille Ingenio et arti
- 1964: Großer Preis der Dänischen Akademie

## Bibliographie (Auswahl)
- De Vestlige Veje. 1922 dt. Die neue Welt. Franz Schneider, Berlin 1924
- Søgelys. 1923 dt. Im Lichtkegel. Goverts, Hamburg 1940
- Urolige sange. 1923
- En Vinter lang. 1924
- Fugle omkring Fyret. 1925 dt. Vögel ums Feuer. S. Fischer, Berlin 1926
- Feodor Jansens jeremiader. 1927
- Markerne Modnes. 1927 dt. Die Felder reifen. G. Kiepenheuer, Potsdam 1927
- Landet forude : et spil om Utopie. 1928
- Året rundt : trykt og utrykt. 1929
- Jørgen Stein. 1932/33 dt. Gewitter von Süd. Schünemann, Bremen 1940